# Bike to Heaven

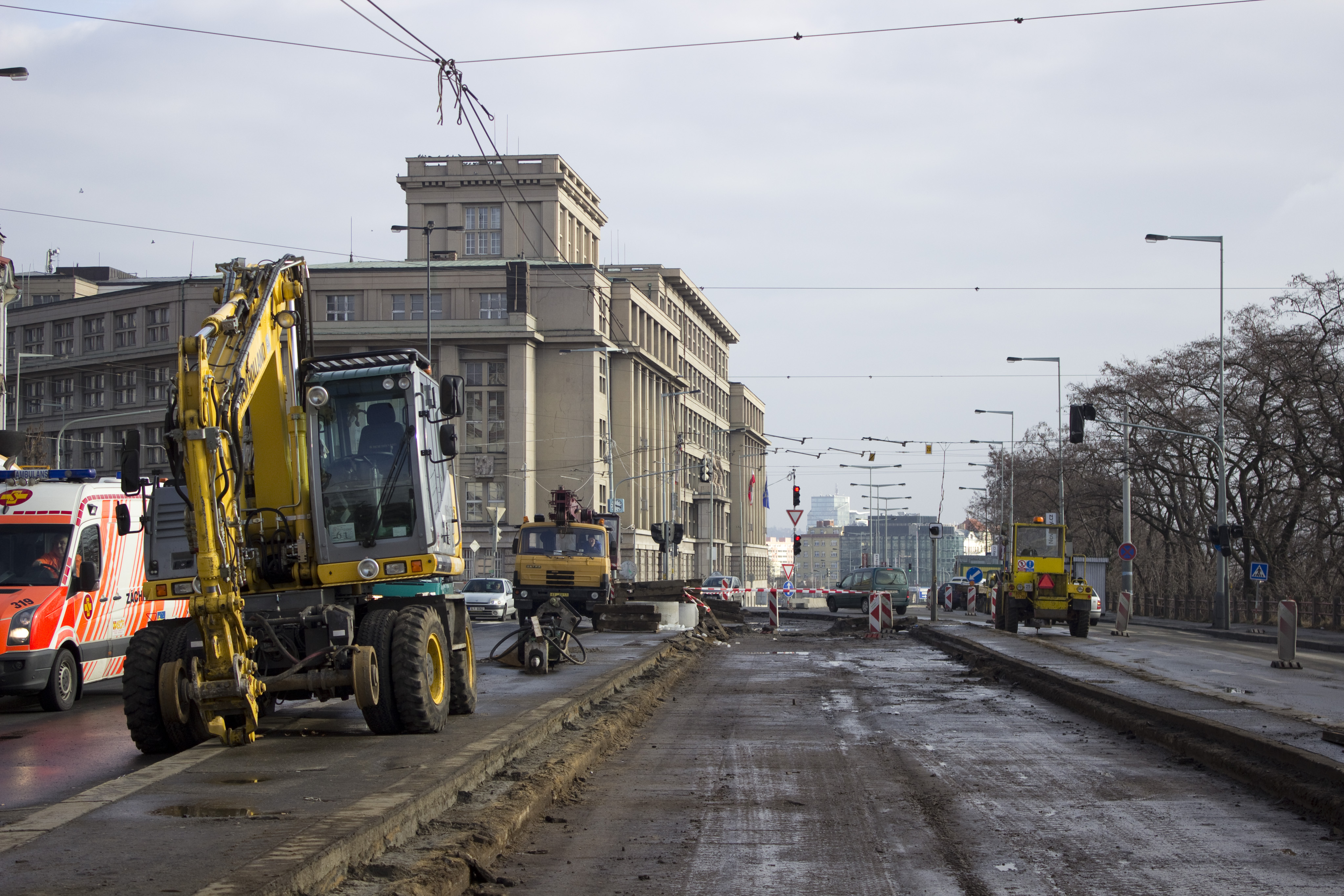
Rekonstrukce křižovatky
(únor 2012)

Bike to Heaven (česky Kolo do nebe) je pomník věnovaný propagátorovi městské cyklistiky Janu Bouchalovi, který zemřel při srážce s autem, již podle vyšetřování policie zavinil, a všem dalším cyklistům, kteří v Praze zemřeli při dopravních nehodách. Tvoří jej čtrnáct metrů vysoká pouliční lampa, na které je ve výšce vertikálně zavěšeno jízdní kolo mířící do nebe. Celý pomník je „postříbřený“ plátkovým palladiem a kolo i vršek lampy se za větru může otáčet. Pomník je umístěn na rušné pražské křižovatce ulice Dukelských hrdinů a nábřeží Kapitána Jaroše, v místě, kde byl Jan Bouchal v roce 2006 smrtelně zraněn při dopravní nehodě (kterou ovšem dle oficiálního vyšetřování Policie ČR sám způsobil) při střetu s automobilem. Autorem pomníku je sochař Krištof Kintera, pomník byl odhalen 9. září 2013, po sedmi letech příprav. Iniciován byl sdružením Auto*Mat a financován z veřejné sbírky vyhlášené tímto sdružením.

## Nehoda
6. ledna 2006 způsobil Jan Bouchal, spoluzakladatel sdružení Auto*Mat a ředitel sdružení Oživení, na křižovatce ulice Dukelských hrdinů a nábřeží Kapitána Jaroše při jízdě na kole dopravní nehodu, při které byl sražen a smrtelně zraněn projíždějícím automobilem.
Na této dopravně vytížené křižovatce se kříží trasy tramvají, automobilů, chodců i cyklistů. Jde o jednu z nejnebezpečnějších křižovatek v Praze, kvůli častým dopravním nehodám byla dokonce nazývána „křižovatka smrti“. Právě aktivista Bouchal na nebezpečnost křižovatky upozorňoval a usiloval o její přestavbu. Křižovatka byla po dlouhé kritice Auto*Matu a dalších sdružení přestavěna během února a března 2012. Přibyly semafory pro cyklisty a došlo k celkovému zklidnění místa. O rekonstrukci křižovatky se zasadil i primátor Bohuslav Svoboda, který podpořil i vznik pomníku. S realizací pomníku, připravovanou hned od roku 2006, se čekalo, dokud neproběhne přestavba křižovatky – ta byla podle mluvčí Auto*Matu Terezy Vohryzkové větší prioritou než samotný pomník. „Měli jsme pocit, že nemá cenu sem dávat pomník, dokud se místo nepromění.“

## Provizorní pomník

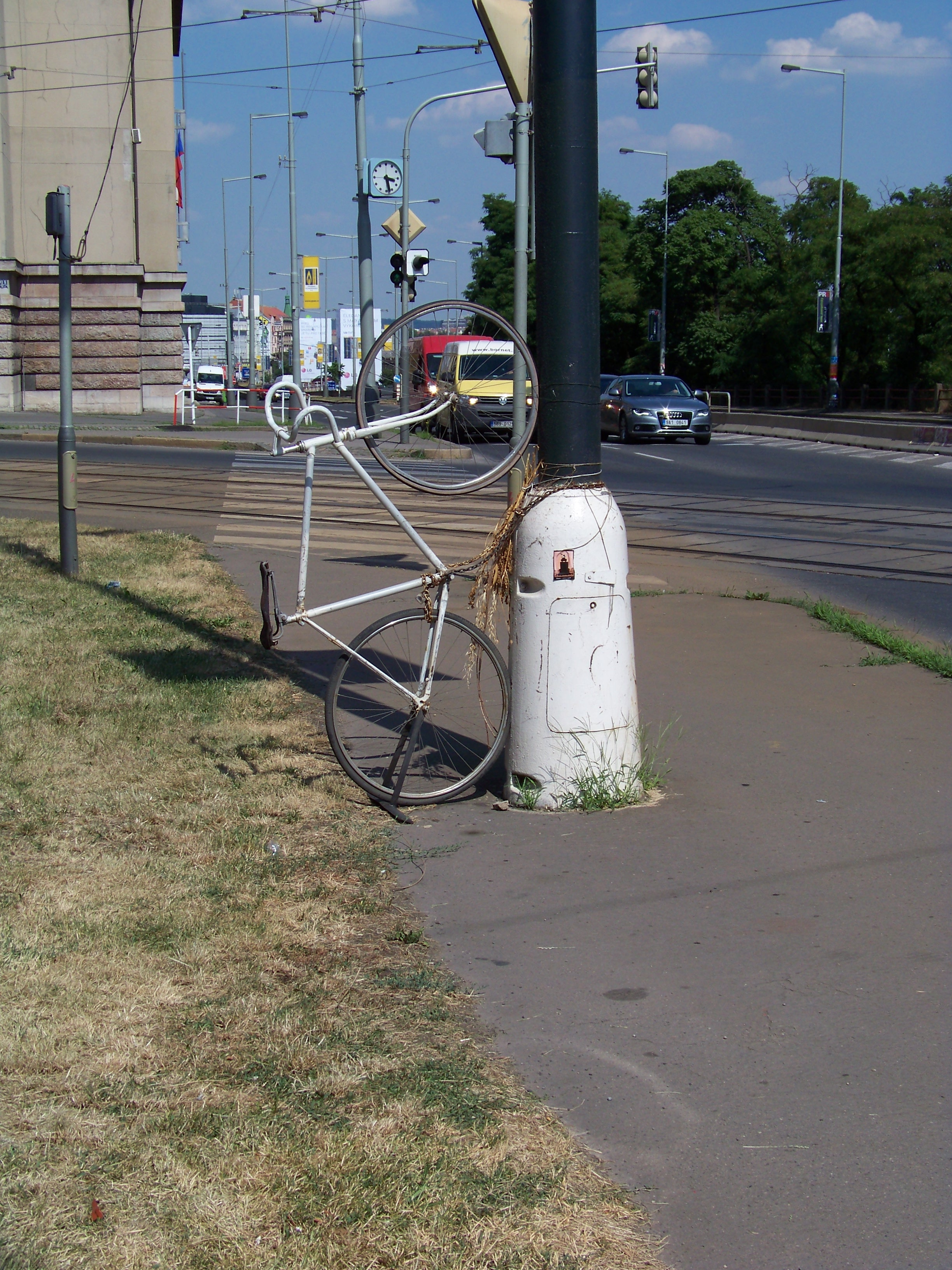
Provizorní pomník (červenec 2010)

Hned po Bouchalově pohřbu byl na místě nehody umístěn provizorní pomník, kolo přivázané k lampě. Na tomto pietním místě se často objevovaly zapálené svíčky. Rok po nehodě se Bouchalovi přátelé pokusili tento provizorní pomník vylepšit – sloup do výšky pěti metrů černozeleně natřeli a ve výšce čtyř metrů na něj zavěsili kolo. Akci však znemožnila policie kvůli obvinění z poškozování cizí věci. V dalších letech se pak na místě objevovalo přivázané bílé kolo. Tento druh pomníku se nazývá „ghost bike“, jde o tradici z USA. Bílá kola jsou na místa vážných či smrtelných nehod cyklistů umisťována členy cyklistických komunit.

## Definitivní pomník

### Soutěž
Úvahy na realizaci opravdového pomníku se objevily hned po Bouchalově smrti. Jeho přátelé a pozůstalí v průběhu roku 2006 vyhlásili neveřejnou uměleckou soutěž na pomník. Z šestnácti došlých návrhů postoupily do užšího výběru čtyři, které byly představeny veřejnosti 12. ledna 2007, v den prvního výročí Bouchalovy smrti. Šlo o návrhy Davida Černého, Krištofa Kintery, Markéty Poislové a Zdeňka Ruffera. Bouchalovi blízcí vybrali návrh Davida Černého, bronzový reliéf člověka sraženého z kola, umístěný přímo do vozovky. V podstatě by tak pomník na vozovce vytvořil retardér. Po letech dohadování s příslušnými úřady však nebyl Černého návrh povolen, muselo tak být od něj upuštěno a nakonec byl k realizaci vybrán koncept Krištofa Kintery. I ten však musel projít náročným a zdlouhavým procesem různých úředních povolení.

### Sbírka

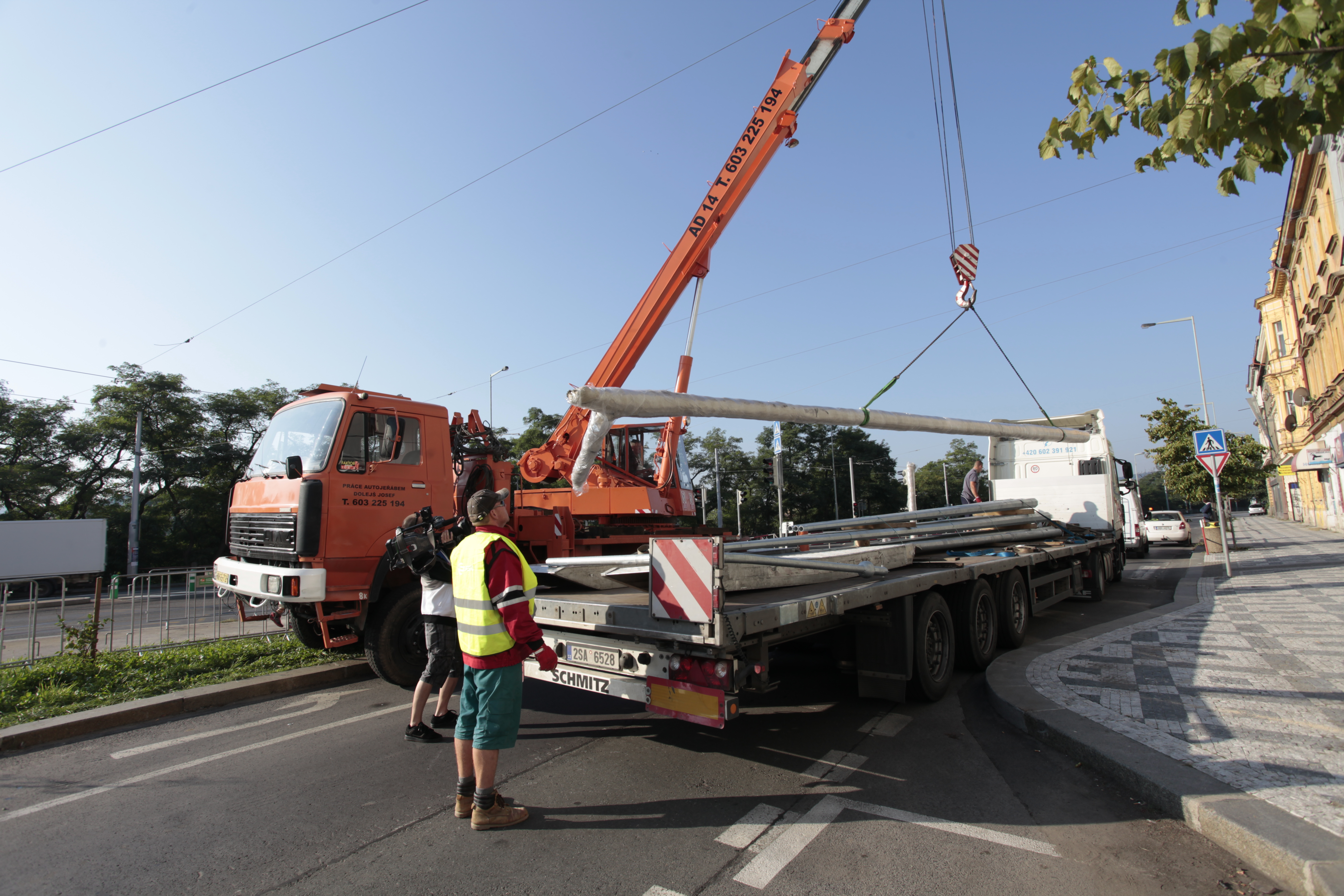
Instalace pomníku (6. září 2013)

V lednu 2013 Auto*Mat vyhlásil na pomník veřejnou sbírku. Během týdne bylo shromážděno 150 tisíc korun z potřebných 200 tisíc, příspěvek přislíbil i primátor Bohuslav Svoboda. Nakonec se vybralo 270 tisíc korun. Část materiálů i prací poskytlo zdarma několik firem, honoráře se zřekl i autor díla Kintera. Pomník v hodnotě přes milion korun vznikl bez finančního přispění města či státu, pouze díky dárcům, což je poměrně nezvyklé. Pochyby o nakládání s penězi ze sbírky vznesl článek na blogu D-FENS, Auto*Mat k tomu uvádí, že vyúčtování sbírky proběhne až v lednu 2014., v červenci 2015 ovšem vyúčtování pořád není doloženo a pochybnosti přetrvávají.

### Odhalení
Pomník byl slavnostně odhalen 9. září 2013 v 18 hodin, události se účastnilo asi 200 lidí. Vzpomínkový večer pokračoval v prostoru Containall na Klárově, hudební složku tvořily Pohřební kapela a DJ Gadjo, na místě šlo také zakoupit oblečení s motivem Bike to Heaven. Pomník měl být původně odhalen už na jaře, ale kvůli dlouhým mrazům, které pozdržely pokrývání sloupu palladiem, a kvůli administrativním zdržením zaviněným červnovými povodněmi, byl nakonec zvolen až zářijový termín. Práce na pomníku tak nakonec trvaly celý jeden rok. Pomník po odhalení přešel do majetku a správy Galerie hlavního města Prahy.

### Popis

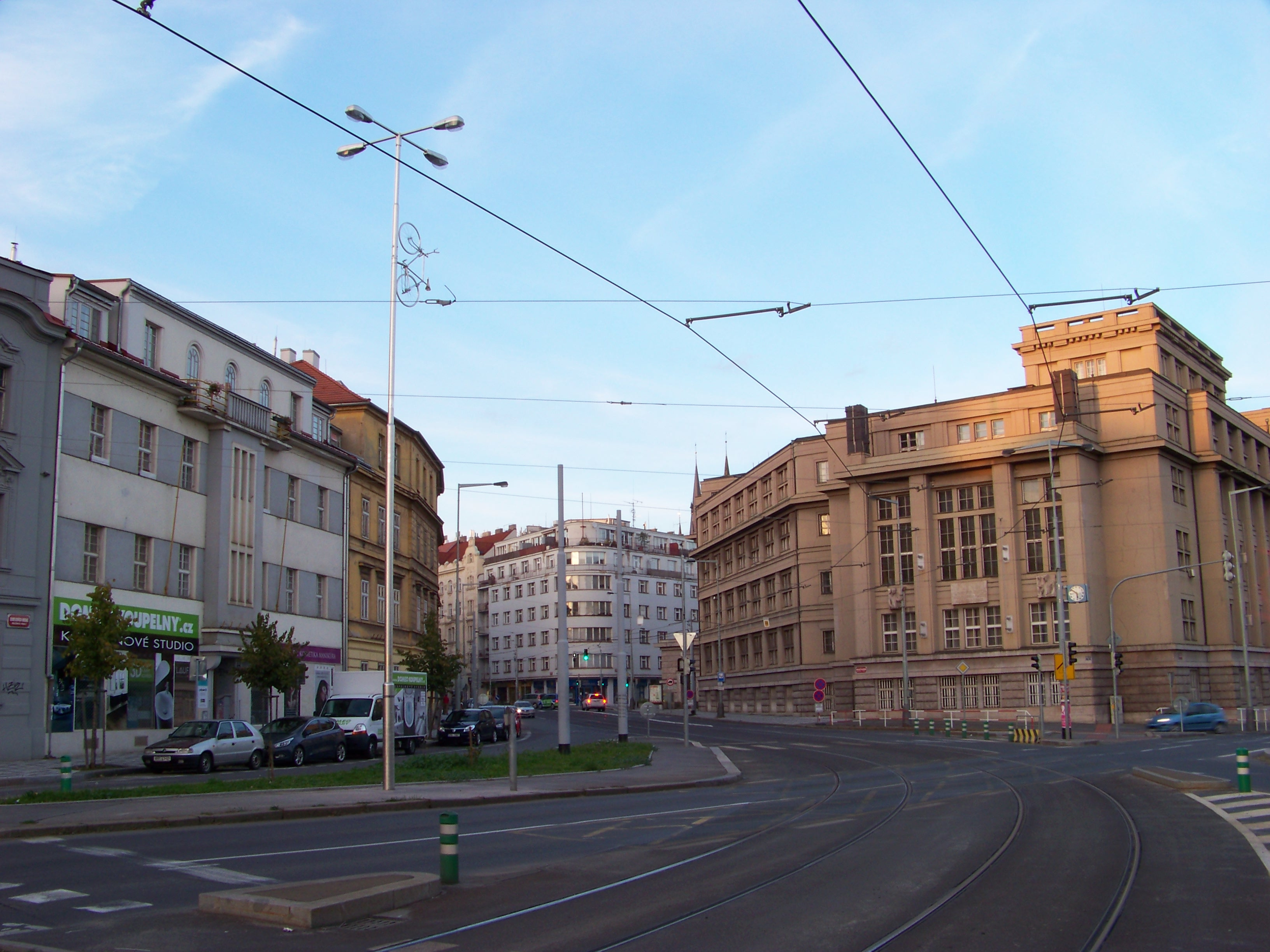
Záměrem autora bylo,
aby pomník působil nenápadně

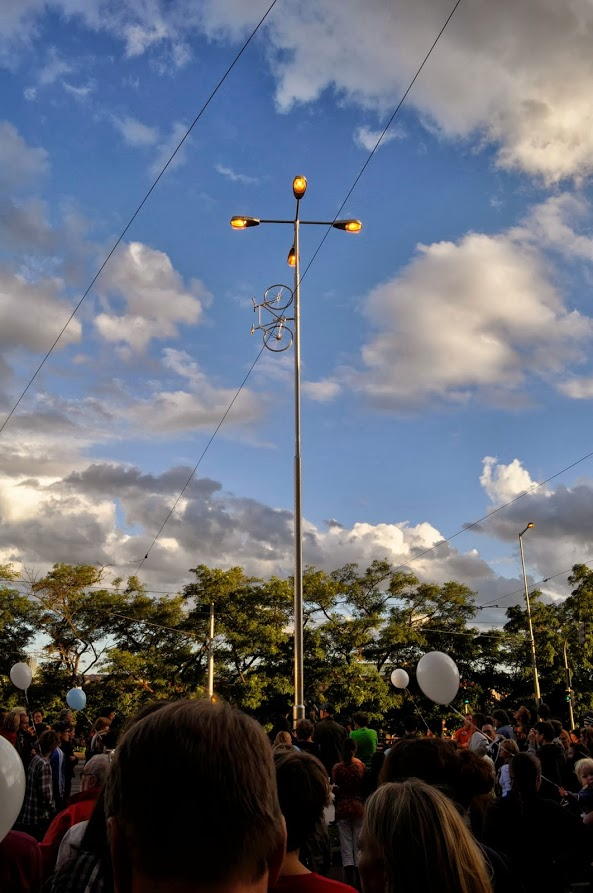
Slavnostní odhalení pomníku
9. 9. 2014

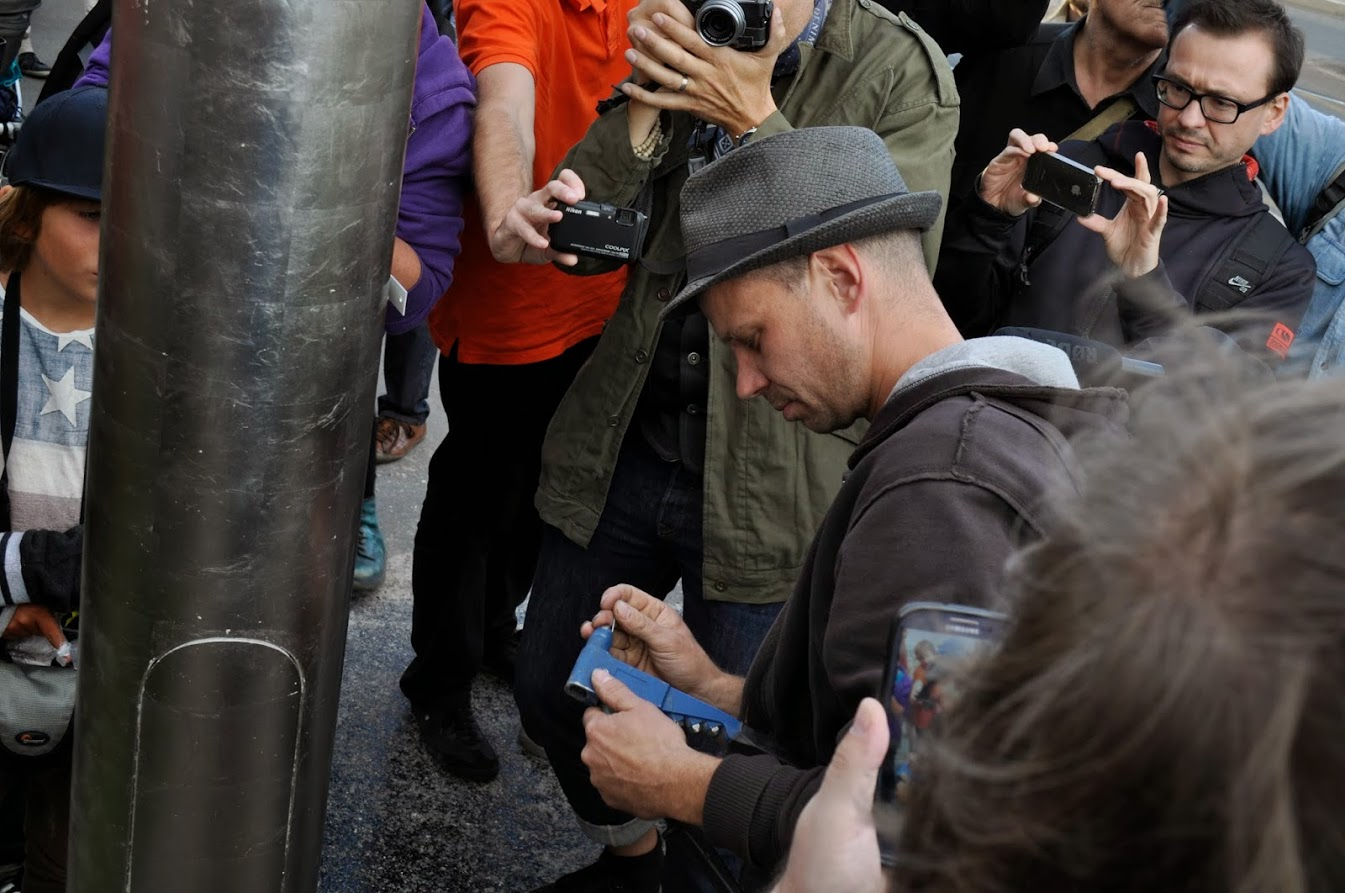
Krištof Kintera při odhalování pomníku

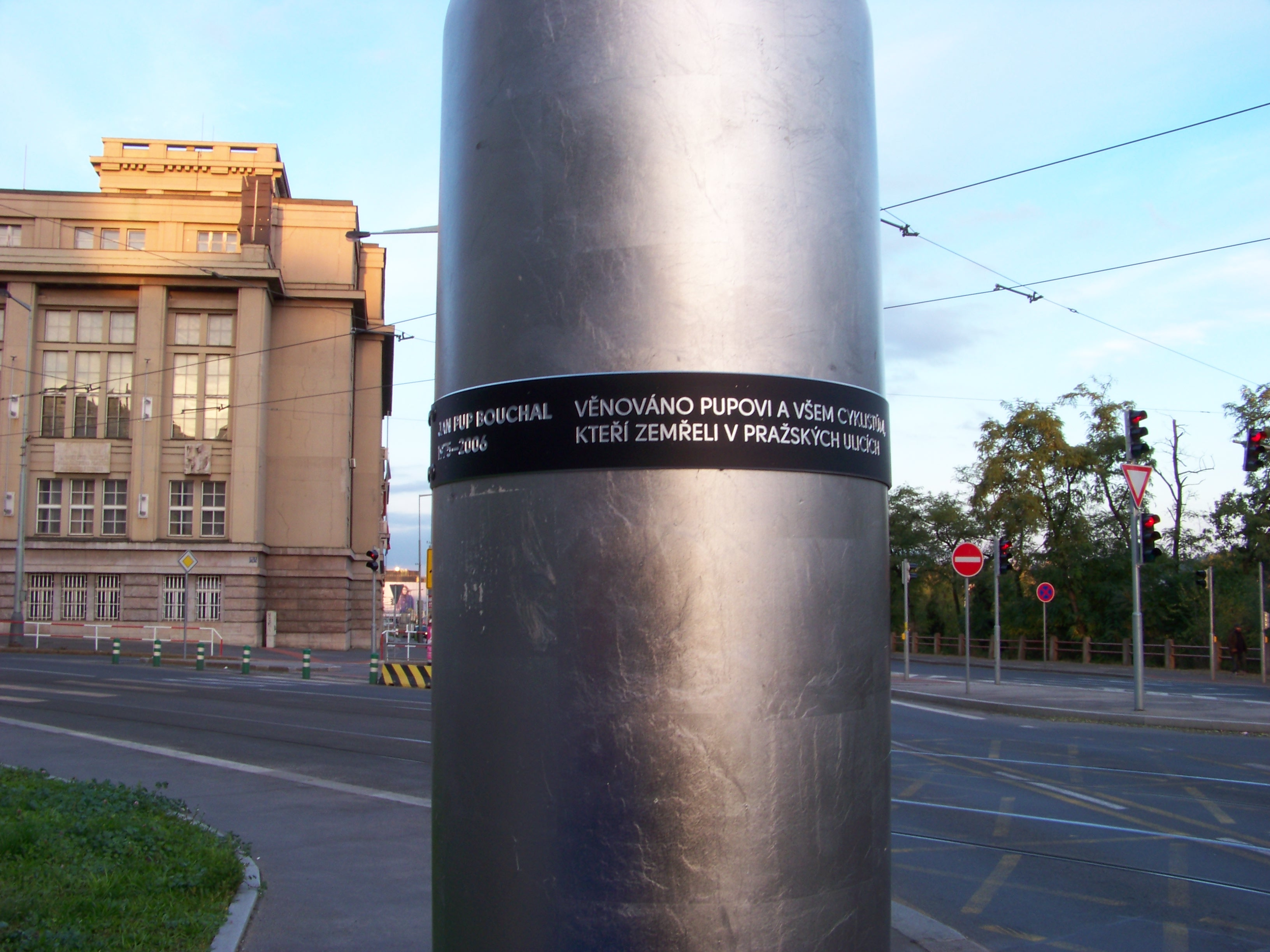
Detail – tabulka s věnováním

Krištof Kintera pomník vytvořil z lampy veřejného osvětlení, což je pro něj typický materiál. Pomník tvoří čtrnáct metrů vysoká funkční pouliční lampa se čtyřmi reflektory, na sloup je ve výšce jedenácti metrů připevněné k nebi mířící jízdní kolo. Celý pomník je pokryt plátkovým palladiem, takže působí stříbřitým dojmem – jinak běžný uliční mobiliář má díky tomu působit jako jakýsi „městský šperk“. Jde o klasickou, byť velmi pracnou zlatnickou metodu. Výhoda palladia je, že na rozdíl od stříbra časem netmavne, a zachovává si stříbřitý lesk.
Pomník je kinetický – vršek lampy se v silnějším větru pomalu točí, stejně tak kolo se otáčí po větru kolem sloupu jako korouhev. Ve spodní části sloupu je jednoduchý nápis, upozorňující, komu je pomník věnovaný. Kolo, umístěné na pomníku, je celokovové; gumové části musely být vyjmuty a odlity, poté ještě „postříbřeny“ palladiem. Kintera původně zvažoval, že by na pomník použil přímo kolo Jana Bouchala, které měl k dispozici. Nakonec však místo příliš popisného Bouchalova kola použil úplně jiný, univerzálněji a nadčasověji působící model. Na výrobě pomníku s Kinterou spolupracovali Richard Wiesner, Anna Bürgermeisterová a Rastislav Juhás.
Symbolika pomníku je podle Kintery záměrně jednoduchá a srozumitelná – kolo mířící do nebes. Sloup veřejného osvětlení si vybral Kintera proto, že je to na místě přirozeně stojící majestátní vertikála a navíc přímý němý svědek připomínané nehody. Zvolená podoba nemá podle autora působit zbytečně nápadně či pateticky, má jít o „signál k zamyšlení nad způsoby a bezpečností pohybu krajinou“. Dokumentarista Martin Mareček, člen poroty, která pomník vybírala, považuje za důležité, že Praha nezískala další truchlivý pomník, ale „jiskřivé gesto současného umění, na které jsme se společně složili“.